# 普萊森特希爾斯 (馬里蘭州)
普萊森特希爾斯（英語：Pleasant Hills）是位於美國馬里蘭州哈福德縣的一個普查規定居民點。

## 人口
根據2020年美國人口普查的數據，普萊森特希爾斯的面積為11.32平方千米，當中陸地面積為11.29平方千米，而水域面積為0.02平方千米。當地共有人口3998人，而人口密度為每平方千米353.18人。